# パステル

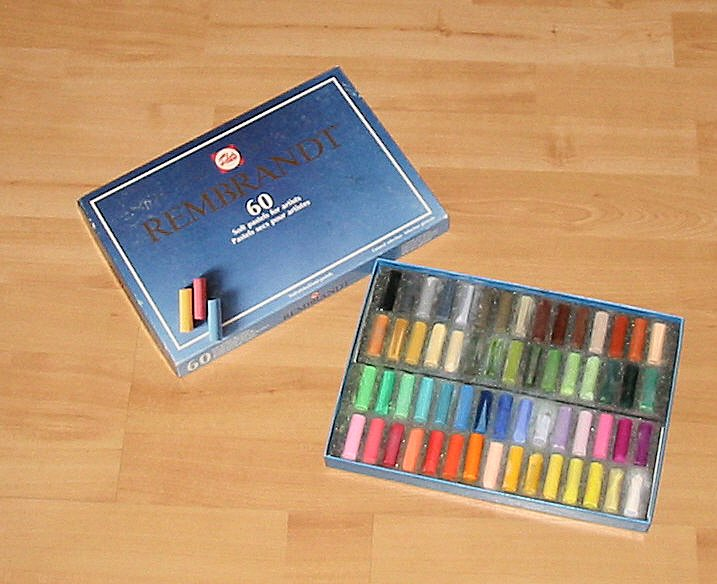
パステル

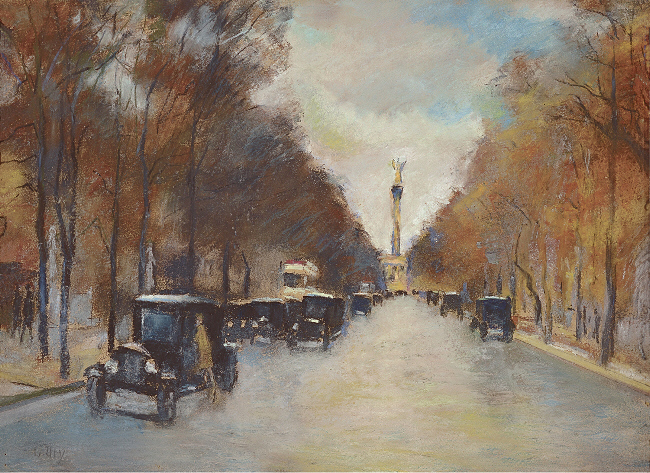
パステル画

パステル（英語: Pastel）は、炭酸カルシウムなどの体質顔料に着色顔料やトラガカントゴムなどの接着剤を練り合わせて固めた棒状の画材である。語源はフランス語の「練り固める」という意から転じている。

## 特徴
顔料そのものの色や風合いをもち色味が安定しているため、線描だけでなく、手や布、擦筆などによるぼかしの表現も可能である。ただし、パレットなどでの混色は困難であるため、メーカーから多数の色数が発売されている。
顔料が崩れながら付着して色が付くことから、使用する紙は一定の硬さと粗さが必要である。またパステルは固着力が弱いため、専用の定着液を吹き付ける。具体的には作品完成後にフィキサチーフなどで粉を定着させる必要がある。パステルを使用した絵画のことをパステル画（パステルが）または、パステル絵画（パステルかいが）と呼ぶ。
また、藍色の染料に用いられるアブラナ科のホソバタイセイ（細葉大青）Isatis tinctoria の生産地での呼称が、パステル Pastel である。

## 種類

### ソフトパステル
顔料に少量の粘着剤を混ぜたパステル。

### ハードパステル
顔料にやや多めの粘着剤を混ぜたパステル。一般的にチョークに似た四角いスティック状になっている。フランスのパリのブランド、コンテ社の有名な「carrés Conté（キャレ・コンテ）」などがこれにあたる。

### パステル鉛筆
木製の鉛筆にやや硬めのパステルを芯として使い鉛筆状に加工した画材、携帯性に優れている。精密な作業ができ、削りやすく、衝撃に強い。ただし、広い面への描画には適さない。

### オイルパステル
オイルパステルは顔料にワックスなどの油性材を混ぜたパステル。1925年に日本で、教育者でサクラクレパスの創業者でもある佐武林蔵と佐武の義兄の佐々木昌興によって開発された。クレパスもその一種である。この安価なパステルは、デッサンやスケッチの技法に適している。

## パステルスティックの材料
パステルスティックの材料は次のもので作られている。
- 顔料
  - 鉱物性（黄土色、シェンナ）、有機性（セピア、フタロシアニン、アゾ）、植物性（染料用蝋（Isatis tinctoria））
- 充填剤（仏: Charge、英: filler）、通常はチョークか石膏で、パステルに質感を与える
- 接着剤は、一貫性を確保し、スティックの硬さを決定する。ドライパステルにはアラビアゴム、オイルパステルにはオイルやワックスが使われる。

## パステル画の歴史
パステルの製造は15世紀に始まった。1499年にミラノに到着したレオナルド・ダ・ヴィンチは、フランスの画家ジャン・ペレアールからパステルという画材について学んだ。
パステルは17世紀以降に珍重され、その大胆な色彩と、布地や質感、光を忠実に模倣する能力によって、肖像画の芸術とは切り離せないものとなった。ロザルバ・カッリエーラ、シャルル・ルブラン、ロベール・ナントゥイユ、ジョセフ・ヴィヴィアンなど多くの画家が使用した。
18世紀はパステルの黄金時代だった。この画材を肖像画を描くのに使うことが流行となり、ガッシュとの混合技法で描かれることもあった。特に "パステリストの王子 "と呼ばれたモーリス・カンタン・ド・ラ・トゥール（油絵は描かなかった）がパステルを使い、今では姿を消したパステルの定着法を開発した。ジャン・シメオン・シャルダン、ジャン＝バティスト・ペロンノー、ジャン＝エティエンヌ・リオタール、そしてジャン＝マルシャル・フレドゥーやクロード・ホアンといったあまり知られていない巨匠たちは、別の道を模索した。イギリスでの傑出した実践者はジョン・ラッセル (画家)であった。植民地時代のアメリカでは、ジョン・シングルトン・コプリーが肖像画にパステルを使うこともあった。
アンシャン・レジームの優雅さの象徴であったパステル画は、フランス革命後まもなく廃れ、油絵に取って代わられた。しかし、パステル画は使われ続け、印象派のエドガー・ドガやトゥールーズ＝ロートレック、ナビ派（エドゥアール・ヴュイヤールなどを含む）によってさらに発展し、1890年代には象徴主義運動によって真のルネサンスを迎える。これらの画家には、19世紀後半の最高のパステル画家の一人であるリュシアン・レヴィ＝ドゥルメール、エミール＝ルネ・メナール、エドモン・アマン＝ジャン、ジャンヌ・ジャクミン、そしてオディロン・ルドンなどがいる。20世紀初頭には、シモン・ビュッシーが動物画で名を馳せたが、1950年代にはパステル技法はすっかり姿を消したかに見えた。
1965年から1970年にかけて、ピエール・リッシュは幅広い層を対象とした教育的な展覧会や会議を開催することでパステルを復活させることを決意し、J.-M. Paillard et Lambertyというメーカーと協力して新しいドライパステルのシリーズを開発した。
1986年、美術史家のジャン・クレールは、『Considération sur l'état des Beaux-Arts』誌に発表した「パステル讃歌」の中で、現代絵画のある種の安易さに対抗して、この特に技巧的で繊細な技法への回帰を呼びかけた。

## 道具
- キャンバス
- イーゼル
- 画板
- 硫酸紙
- 擦筆、綿棒、ティッシュペーパー、綿、パステルブラシ等の暈し用具
- 練りゴム、プラスチック消しゴム等の消し用具
- カッターナイフ、サンドペーパー等の削り用具
- フィキサチーフ（定着剤）
- 木炭か鉛筆（下書き用）

## 安全衛生上の問題と対策
パステルは乾燥した状態では大量の粉塵を発生させ、呼吸器系の炎症を引き起こす可能性がある。パステルに使われている顔料には有毒なものが多かった。例えば、一般的で人気のある明るい黄色、オレンジ、赤のカドミウム顔料に触れると、カドミウム中毒になる可能性がある。強力なバインダーなしで顔料を使用するパステル画家は、このような中毒に特にかかりやすかった。このため、現代のパステルの多くは、伝統的な顔料の名前はそのままに、カドミウム、クロム、その他の有毒な顔料の代用品を使って作られている。